# Mala Wyska
Mala Wyska (ukrainisch Мала Виска; russisch Малая Виска Malaja Wiska) ist eine Stadt im Zentrum der Ukraine mit etwa 10.400 Einwohnern (2019) und war bis Juli 2020 das administrative Zentrum des gleichnamigen Rajons Mala Wyska.

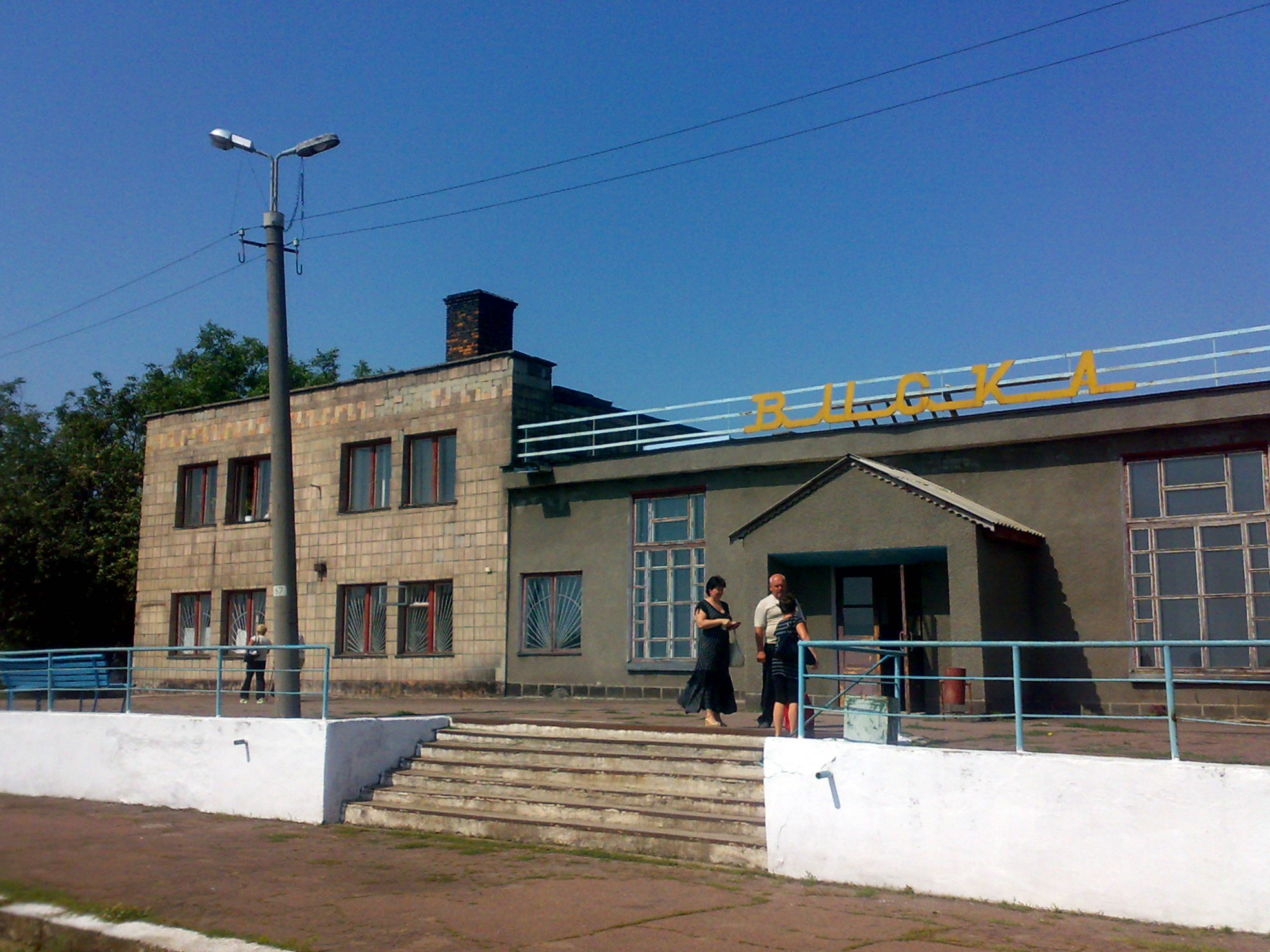
Bahnhof im Ort

## Geographie
Die Stadt liegt am Ufer des Mala Wys (Мала Вись), eines 40 km langen Nebenflusses des Welyka Wys in der Oblast Kirowohrad 61 km westlich des Oblastzentrums Kropywnyzkyj und 17 km südlich der Stadt Nowomyrhorod.

## Geschichte
Mala Wyska wurde im Jahr 1752 durch Einwanderer aus dem Fürstentum Moldau gegründet. Unter den Immigranten waren nicht nur Moldauer, sondern auch Serben, Montenegriner und Bulgaren. 1915 bekam der Ort einen Eisenbahnanschluss und einen Bahnhof. Die Ortschaft war vom 1. August 1941 bis zum 13. März 1944 durch Truppen der Wehrmacht besetzt. 1957 erhielt Mala Wyska den Status einer Stadt.

## Verwaltungsgliederung
Am 14. August 2015 wurde die Stadt zum Zentrum der neugegründeten Stadtgemeinde Mala Wyska (Маловисківська міська громада/Malowyskiwska miska hromada). Zu dieser zählten 7 in der untenstehenden Tabelle aufgelisteten Dörfer sowie die Ansiedlungen Sapowidne und Wyschnewe, bis dahin bildete sie zusammen mit dem Dorf Krasnopilka sowie den Ansiedlungen Sapowidne und Wyschnewe die gleichnamige Stadtratsgemeinde Mala Wyska (Маловисківська міська рада/Malowyskiwska miska rada) im Norden des Rajons Mala Wyska.
Am 12. Juni 2020 kamen noch die 6 Dörfer Dymyne, Losuwatka, Lutkiwka, Manujliwka, Myroljubiwka und Tscherwona Poljana zum Gemeindegebiet.
Am 17. Juli 2020 kam es im Zuge einer großen Rajonsreform zum Anschluss des Rajonsgebietes an den Rajon Nowoukrajinka.
Folgende Orte sind neben dem Hauptort Mala Wyska Teil der Gemeinde:
| Name                             | Name                      | Name                                                   |
| ukrainisch transkribiert         | ukrainisch                | russisch                                               |
| -------------------------------- | ------------------------- | ------------------------------------------------------ |
| Dymyne                           | Димине                    | Дымино (Dymno)                                         |
| Krasnopilka                      | Краснопілка               | Краснополка (Krasnopolka)                              |
| Losuwatka                        | Лозуватка                 | Лозоватка (Losowatka)                                  |
| Lutkiwka                         | Лутківка                  | Лутковка (Lutkowka)                                    |
| Manujliwka                       | Мануйлівка                | Мануйловка (Manuilowka)                                |
| Myroljubiwka                     | Миролюбівка               | Миролюбовка (Miroljubowka)                             |
| Nowomykolajiwka                  | Новомиколаївка            | Новониколаевка (Nowonikolajewka)                       |
| Oleksandriwka                    | Олександрівка             | Александровка (Aleksandrowka)                          |
| Palijiwka                        | Паліївка                  | Палиевка (Palijewka)                                   |
| Perwomajske                      | Первомайське              | Первомайское (Perwomajskoje)                           |
| Sapowidne (bis 2016 Komsomolske) | Заповідне (Комсомольське) | Заповедное (Sapowednoje)/Комсомольское (Komsomolskoje) |
| Tarassiwka                       | Тарасівка                 | Тарасовка (Tarassowka)                                 |
| Tscherwona Poljana               | Червона Поляна            | Червоная Поляна (Tscherwonaja Poljana)                 |
| Wessele                          | Веселе                    | Весёлое (Wessjoloje)                                   |
| Wyschnewe (bis 2016 Uljaniwka)   | Вишневе (Улянівка)        | Вишневое (Wischnewoje)/Ульяновка (Uljanowka)           |

## Bevölkerung
| 1939  | 1959   | 1970   | 1979   | 1989   | 2001   | 2005   | 2019   |
| ----- | ------ | ------ | ------ | ------ | ------ | ------ | ------ |
| 8.100 | 11.362 | 13.362 | 13.687 | 14.645 | 13.132 | 12.348 | 10.382 |

Quellen: